# Pierre Lefort
Pierre Lefort, né le 18 octobre 1767 à Mers-les-Bains en France et mort le 13 janvier 1843 à Amiens en France, est un médecin et chirurgien de marine français.

## Biographie
Une grande partie de sa vie fut consacrée à des études médicales sur la fièvre jaune notamment par le biais d'expérience avec des malades et des volontaires à la Martinique dès 1818, ainsi que l'écriture de mémoires sur la non-contagion et importation de cette maladie.

### Jeunesse et formation
Pierre-François Lefort dit Pierre Lefort naît à Mers-les-Bains le 18 octobre 1767, probablement "Grande Rue", soit l'actuelle rue Pasteur où une « villa Pierre-Lefort » (construite bien après, sans doute vers 1860) porte toutefois une plaque à son nom. Sa mère était Marie Jeanne Fréchon, son père Pierre Lefort était matelot de profession. Brillant élève, déjà avancé dans ses études de théologie, le jeune Pierre-François Lefort s'oriente vers des études religieuses mais voit ses ambitions ecclésiastiques brisées par la Révolution de 1789. Il étudie alors la médecine.
En 1793, à l'âge de 26 ans, Pierre-François Lefort obtient, par concours, l'emploi de chirurgien de troisième classe dans la Marine et gagne Brest pour y commencer sa carrière.

## Baptême du feu et captivité
Il fait partie de la flotte du contre-amiral Villaret-Joyeuse, en station à Brest, sur le vaisseau L'Indomptable . Sa première campagne le fait assister au combat du 13 prairial (1er juin 1794), où s'engloutit héroïquement le vaisseau Le Vengeur alias L’Impérial. 

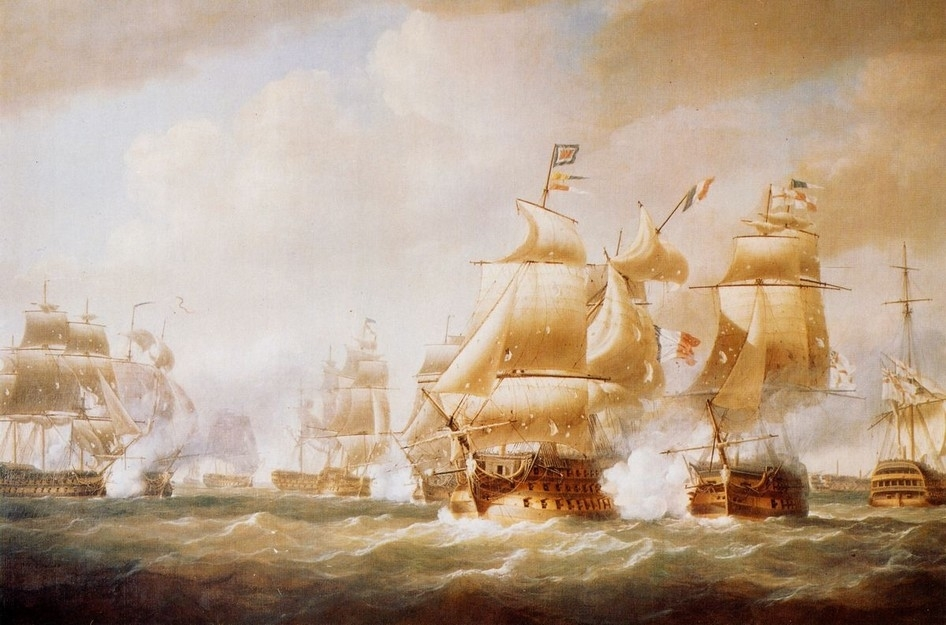
L’Impérial.

Dans ce combat, la flotte française, bien qu'inférieure en force, avait attaqué la flotte anglaise, afin de sauver un convoi de deux cents navires chargés de blé et de denrées diverses, impatiemment attendu par la France, en proie à la disette.
Fait prisonnier, Pierre Lefort est retenu pendant trois années en Angleterre ; il apprend alors la langue anglaise et se rend utile en soignant ses compatriotes dans les hôpitaux où étaient soignés les prisonniers de guerre. Les médecins prisonniers en Angleterre bénéficiaient en effet d'un traitement de faveur par rapport à leurs collègues marins ou militaires.
Rentré en France (1797), sa connaissance approfondie de l'anglais lui fait donner la charge d'Inspecteur des prisonniers français en Angleterre. Pierre Lefort repart donc pour l'Angleterre. Proche des gens, l'exercice de cette fonction délicate lui fournit l'occasion de déployer un zèle actif pour ses compatriotes enfermés sur les pontons. Pierre Lefort œuvre en particulier sur le Ponton L'Europe en rade de Plymouth.
Il y intervient notamment avec René-Joseph-Hyacinthe Bertin, arrivé en Angleterre le 20 avril 1799 après avoir été chargé, comme lui, de la même mission officielle de soin des prisonniers français. Leur nombre était alors estimé à 32 000, dont 800 enfants en autant de mousses âgés de moins de 16 ans. Tous étaient répartis soit sur des pontons (prison's ships), soit dans des prisons à Portsmouth, Plymouth, Chatham, Norman Cross (en), Liverpool, Stapleton (en) près de Bristol et Édimbourg...).
D'emblée, Pierre Lefort aide Bertin à renforcer ses propres connaissances de la langue anglaise.
Lefort s'occupait des soins chirurgicaux tandis que son collègue prenait en charge les soins médicaux. Tous deux avaient aussi à soutenir le moral des prisonniers, bien évidemment très affectés et suicidaires, et étaient aidés dans leur mission par le chirurgien en chef Mein, « un autre père pour mon prédécesseur Billard, pour Lefort et pour moi-même » écrivit d'ailleurs Bertin à son sujet. Les pathologies alors traitées étaient la phtisie pulmonaire, les fièvres intermittentes, les maladies asthéniques, les séquelles des maladies vénériennes, etc. En décembre 1800, soit sept mois après, Bertin regagne la France après un court voyage à Norman-Cross.

Ce passage de l'évocation du rôle de Lefort en Angleterre par J. Périn en 1900 mérite d'être cité.

« Dans le port de Plymouth, au milieu des prisonniers sans nombre qui étaient rassemblés, croupissaient, dans une ignorance et un abrutissement déplorables, 800 à 1 000 jeunes gens de 10 à 16 ans. Lefort obtint, non sans difficulté, de séparer ces jeunes gens des hommes faits, dont le contact leur était pernicieux, puis, transformant leur ponton en école, il leur choisit lui-même des professeurs de grammaire, de géographie, de mathématiques, d'hydrographie et de dessin. Il acheta à ses frais des livres, les fournitures et le mobilier nécessaire à leur enseignement et trouva au milieu de ses nombreuses occupations le temps de composer une grammaire à leur usage. »

— (Source : Mémoire sur la non contagion de la fièvre jaune - Pierre Lefort, 1823).
« Aucune de ses dépenses ne lui fut remboursée mais il eut, au cours de sa vie active, la satisfaction de rencontrer, à différentes époques et sur différents points du globe, des hommes qui, sortis de son école, lui devaient de pouvoir parcourir une honorable carrière. » cite en effet le Messager Eudois, journal de presse locale lors de l'inauguration du premier buste dédié à Pierre Lefort à Mers-les-Bains en 1900, et qui publie là une biographie rédigée par l'avocat J. Périn, (par ailleurs président du comité d'études archéologiques et scientifiques de la Vallée de la Bresle, et qui a été à l'origine de l'hommage rendu à Lefort en sa ville natale en 1900).
Durant ce passage en tant que bienfaiteur sur les pontons anglais, Pierre Lefort se marie en Angleterre avec une Anglaise, Mary-Ann-Thérèse Allen, fille de l'officier irlandais Joseph Allen et de son épouse Sarah.

## Docteur de la faculté de médecine de Paris
À son retour en France (1799), Pierre Lefort a l'occasion de sauver une flotte anglaise, dont il évalue approximativement la force : à Morlaix, il apprend que l'amiral Bruix est prêt à faire voile, il part donc à franc-étrier et lui fait sa déposition. Le lendemain la flotte anglaise paraissait devant Brest, et le zèle de Lefort trouvait sa justification.
Lefort est ensuite employé dans les hôpitaux des grands ports de la marine ou sur les vaisseaux, tantôt en France tantôt en Espagne, tantôt chargé de traiter de l'échange des prisonniers blessés. En 1801, après le combat naval d'Algésiras, il est envoyé à Gibraltar pour y négocier l'échange des prisonniers blessés.
Le 21 octobre 1805, Lefort, à la suite du désastre de Trafalgar où il était à bord du vaisseau amiral "Le Formidable", assista à un autre désastre peu après, au cours duquel "Le Formidable" échappa presque seul à la destruction et à la capture, amenant son pavillon devant quatre vaisseaux anglais. Mais cela ne dure pas et Lefort est fait prisonnier. L'infortuné vice-amiral Pierre Charles Silvestre de Villeneuve est également retenu captif.
Renvoyé en France sur parole quelques mois après, Lefort reprend son service au sein des hôpitaux, se livre plus exclusivement à des études médicales, concourt pour les prix proposés par la faculté de médecine de Paris, qui venait de le recevoir docteur (soutien d'une thèse en 1806 sur la fièvre jaune. Pour l'anecdote, à cette époque le médecin retient lui aussi, comme beaucoup d'autres, la théorie de la contagion, sur laquelle il bâtit sa thèse, théorie qu'il combat ensuite avec véhémence), et en est lauréat par l'obtention de prix.

## La capitulation de Gênes
En 1808, Lefort est nommé médecin en chef du premier arrondissement maritime de l'Empire napoléonien, et habite La Spezia et Gênes. Il est encore dans cette ville en 1814 lors du blocus et du bombardement des Anglais. Chargé, comme commissaire, de traiter de la capitulation, il défend avec fierté la dignité de la France, malheureuse contre les ironies hautaines de l'amiral sir Edward Pellew.

## Parenthèse new yorkaise
Rentré en France en 1814, Lefort est envoyé, dans le cours de la même année, à la Martinique en qualité de médecin en chef. De par ses multiples voyages, il savait que des cas de fièvre ravageaient les marins de certains bâtiments militaires venus d'Europe (alors que, il le souligne dans un de ses ouvrages, ceux-ci restaient en quarantaine au Havre avant de rejoindre les colonies) mais ne peut se saisir d'emblée de ce problème. En effet, à la nouvelle de son débarquement, il est suspecté d'attachement à Napoléon par le gouverneur de l'île, Pierre de Vaugiraud, un royaliste, et se voit exilé.
Il se fixe alors à New York et réside près de cette ville, dans une maison qui a été habitée par le général Moreau. Il y passe deux années en exerçant la médecine et obtenant le plus grand succès. Pendant son séjour à New York, il a l'occasion de nouer des rapports avec Joseph Bonaparte, qui demeurait aux environs de cette ville.

## La non-contagion de la fièvre jaune
Mais Lefort, bientôt rappelé en France, et de nouveau médecin du roi, vint reprendre son poste en Martinique, où le général François-Xavier Donzelot avait remplacé le gouverneur de la Restauration en tant que Gouverneur de la Martinique de 1817 à 1826.
Confronté à nouveau à la fièvre jaune, notamment sur plusieurs navires venus d'Europe et touchés par le fléau (dont le Brick de Sa Majesté, "L'Euryale"), Pierre Lefort, basé au Fort-Royal, se livre alors à des travaux de recherche sur cette maladie. Par ailleurs nommé membre d'un comité de surveillance chargé de décider si tel ou tel bateau peut être déclaré sain -ou s'il doit être assaini, par exemple avec de la chaux, avant de repartir en Europe-, Pierre Lefort accumule des notes et réflexions sur la maladie. Il commente notamment des différences observées entre les marins fraîchement arrivés d'Europe, qui contractaient la fièvre en foulant le sol de la Martinique, et les populations autochtones, qu'il jugeait plus résistantes (ce qu'il attribua un temps au "climat local" ("influences australes"). 
Le 28 juin 1822, à l'hôpital du Fort-Royal, Pierre Lefort et ses collègues tentent une expérience forte. Ils font se coucher un homme sain et volontaire, Jean Guyon, par ailleurs chirurgien-major du 1er bataillon de la Martinique, dans le lit d'un homme décédé de la fièvre jaune. Durant cinq jours, après s'être vêtu de la chemise souillée d'un malade décédé de la fièvre, Guyon épuise tous les modes de contact et d'inoculation possibles. Ce passage du mémoire de M. Lefort mérite d'être cité.
« Ce courageux médecin a pris le 28 juin 1822, dans la grande salle de l'Hôpital du Fort-Royal, en présence des médecins, chirurgiens, pharmaciens et autres employés de l'hôpital, la chemise d'un homme atteint de la fièvre jaune, toute imbibée de la sueur du malade, s'en est revêtu sur le champ, et a été ensuite inoculé aux deux bras par M. Cuppé, chirurgien entretenu de 1re classe de la Marine, avec la matière jaunâtre des vésicatoires en suppuration ; l'appareil et la chemise ont été gardés pendant 24 heures et levés en présence des témoins.
Le 30 juin au matin, M. Guyon but un petit verre d'environ deux onces de la matière noire vomie par le sieur Framerie d'Ambucq, commis de la marine, matière qu'il trouva d'une excessive amertume, et après s'être frictionné les deux bras avec cette même matière, il en a été inoculé par M. Cuppé. Le sieur Framerie étant mort le 1er juillet, M. Guyon a revêtu sa chemise toute imprégnée de matière noire encore chaude, et s'est aussitôt couché dans le lit du défunt. Il y est resté six heures et demie, y a sué et dormi en présence des témoins de cette expérience.
Le malade ayant servi à la première expérience ayant succombé le 2 juillet, l'ouverture de son corps a été faite par M. Guyon. L'estomac contenait une assez grande quantité de matière noire sanguinolente (liquide noir "vomito negro"), et sa membrane interne était rouge et enflammée. M. Guyon a de nouveau été inoculé aux deux bras avec cette matière, et les piqûres recouvertes par la surface altérée de morceaux pris dans les parois de l'estomac. L'appareil a été levé vingt-quatre heures après l'application.
Les parties inoculées étaient enflammées, douloureuses, et les glandes axillaires un peu tuméfiées ; ces accidens [sic] se sont dissipés au bout de trois jours, et la santé de M. Guyon n'en a pas été autrement affectée. » - Pierre Lefort, Mémoire sur la non contagion de la fièvre jaune, 1823.
Du 1er juillet 1818 au 31 décembre 1822, le médecin observe, toujours dans le cadre de sa théorie de la non-contagion de la fièvre jaune, que sur « 1982 malades de la Fièvre jaune et 300 ouvertures de corps », pas une seule « communication aux servans et personnels de santé » n'a été observée.
Fort de ces constats et de bien d'autres réflexions encore accumulées depuis des années, Pierre Lefort consigna par écrit ses travaux sur la non-contagion de la fièvre jaune et les vit publiés en France mais aussi en Amérique, en particulier le Mémoire écrit au Fort-Royal de la Martinique à la date du 1er août 1819. Celui-ci fut enregistré à Paris le 2 mai 1820, puis fut publié dans le Medical repository journal à New York, puis imprimé par ordre de la Société de Médecine dans le Journal général de Médecine, cahier de novembre 1820. (NB : Auparavant, un autre écrit de Lefort, qui croyait d'abord à la contagion, avait été publié après un exposé de la Société de médecine le 6 février 1815.)

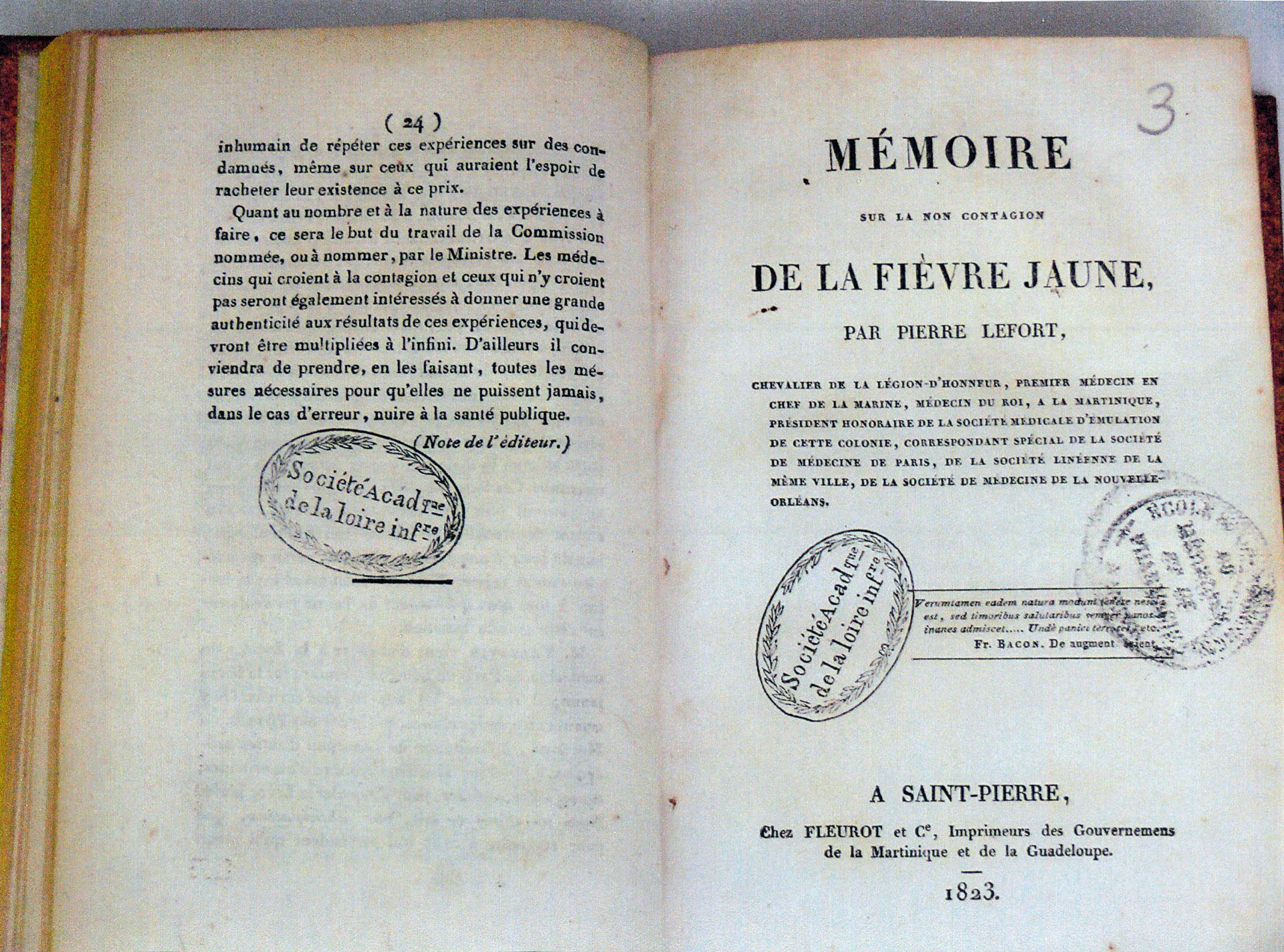
L'ouvrage de Pierre Lefort sur la fièvre jaune, publié par la société de médecine en 1823.

Par la suite, et fortement convaincu de sa théorie de non-contagion, Pierre Lefort fustigea avec respect - mais néanmoins véhémence - les avis contraires de ses confrères lors de la rédaction de ses Mémoires : 

« Il nous appartient à nous tous qui vivons au milieu de la fièvre jaune, et qui en faisons notre étude spéciale, d'essayer par tous les moyens en notre pouvoir, d'éclairer le Gouvernement, induit en erreur dans une cause qui intéresse à la fois sa gloire et sa prospérité. À l'abri de toute influence, hormis celle du devoir, nous avons dit les vérités telles que nous les savons, appliqué autant que possible le mot propre à chaque chose, et discuté avec toute la liberté que réclame le sujet, les points principaux sur lesquels les partisans de la contagion appuient leur système »

— écrivait-il.

La fièvre jaune est une maladie potentiellement mortelle transmise à l'homme essentiellement par des piqûres de moustiques. Elle sévissait à la Martinique où Pierre Lefort avait tenté d'en protéger les habitants, elle sévit toujours en Afrique centrale, en Amérique tropicale et du Sud. L'affection se traduit par une fièvre importante et soudaine, par une congestion du visage qui devient bouffi et par des douleurs abdominales et musculaires. La maladie peut régresser spontanément en trois ou quatre jours ou, au contraire, s'aggraver, entraînant un état de choc accompagné de signes divers, qui traduisent une grave atteinte hépatique et rénale pouvant entraîner le coma et la mort. Il n'existe aucun traitement, à part la réhydratation, la dialyse rénale, la transfusion , etc. Le vaccin est la seule protection valable, il est obligatoire en zone endémique et protège au moins dix ans.
Pierre Lefort reste en Martinique jusqu'en 1826, époque où, fatigué par le travail et par la maladie, il demande et obtient sa mise en retraite.

## Installation à Amiens
De retour en France, Lefort fixe alors sa résidence à Beauvais d'abord, puis à Amiens, « où il cachait modestement sa vie, dans les murs de notre cité, où ses jouissances se bornaient à une intimité restreinte à un petit nombre de personnes. »
Il meurt le 13 janvier 1843 au no 1 rue des Canettes à Amiens, et fut inhumé au cimetière de La Madeleine à Amiens où son épouse est inhumée également. Le couple n'a pas d'enfant.
La tombe de Pierre Lefort et de son épouse, à l'état d'abandon depuis des décennies, identifiée depuis grâce à des vestiges et après une réflexion en vue de sa sauvegarde et de sa mise en valeur menée conjointement entre l'Association des Amis du cimetière de la Madeleine et le service du patrimoine de la ville de Mers-les-Bains, a été remise en état en 2013 après avis de l'architecte des bâtiments de France (le cimetière étant classé monument historique). Le 17 octobre 2013, une délégation d'élus municipaux emmenée par le maire de Mers-les-Bains et conseiller général Emmanuel Maquet et l'adjoint au patrimoine Michel Delépine sont allés rendre hommage à Pierre Lefort par un dépôt de gerbe, aux côtés de Raymonde Gillmann, présidente des Amis de la Madeleine.

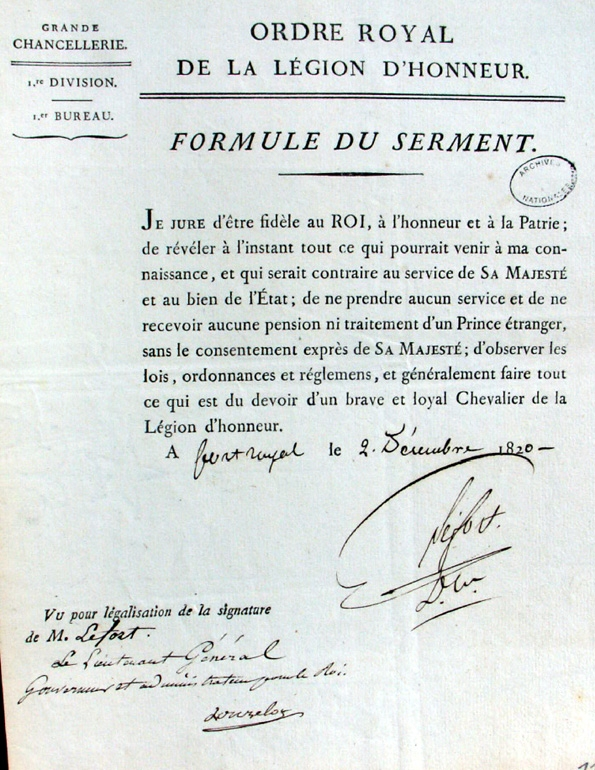
Serment de Pierre Lefort nommé chevalier de la Légion d'honneur.
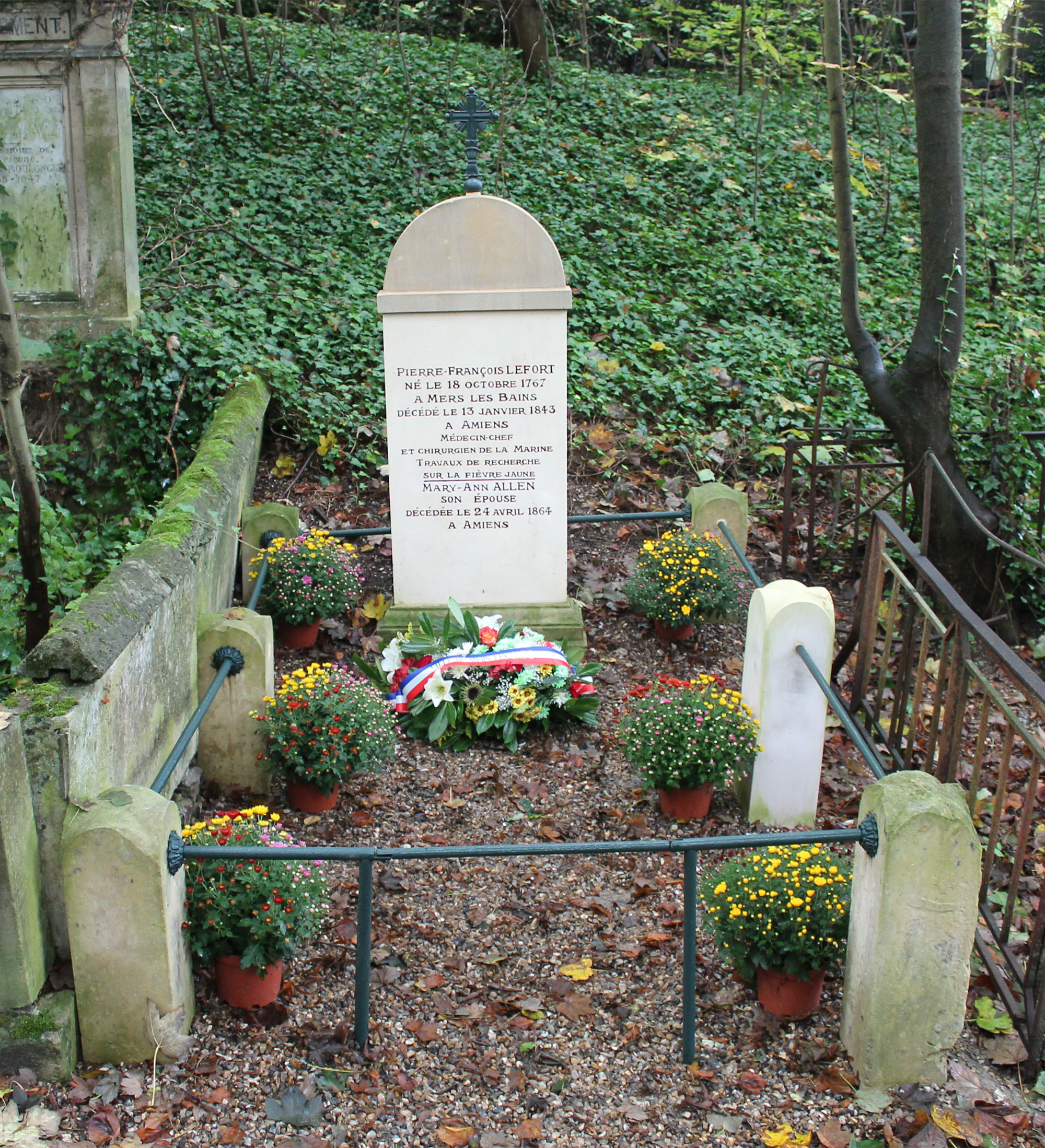
Tombe de Pierre Lefort au cimetière de La Madeleine d'Amiens, restauré en 2013 par les Amis de la Madeleine.
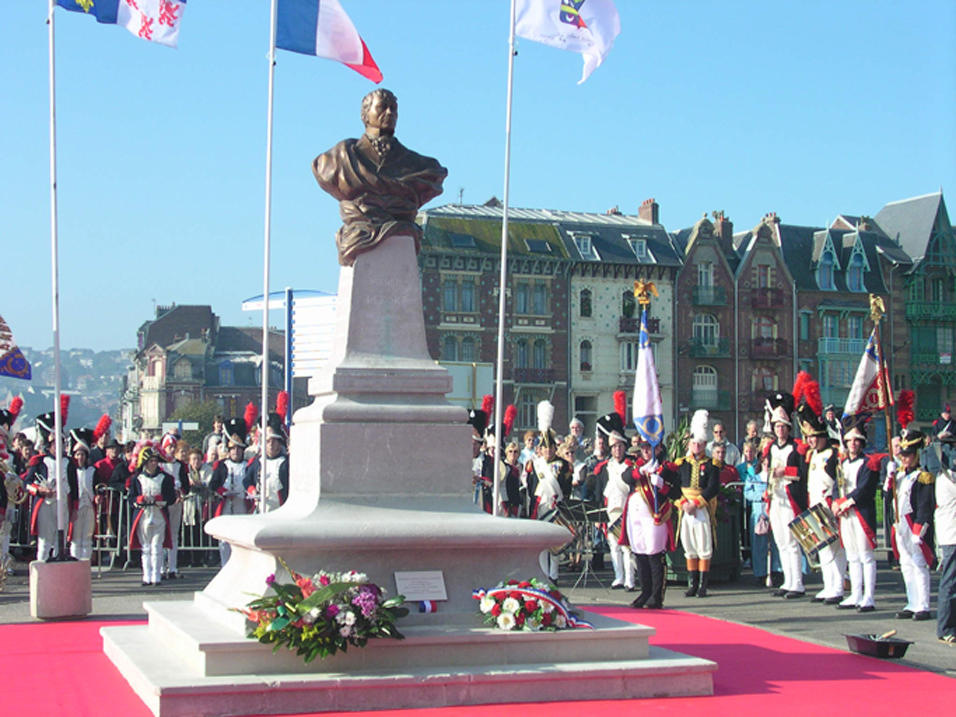
Inauguration en 2007 du buste en bronze du Monument à Pierre Lefort, réalisé par Éric Luttenauer d'après celui de Théobald-Joseph Sporer (1900)[3].

## Distinctions et fonctions
En 1823, Pierre Lefort est :
- chevalier de la Légion d'honneur,
- premier médecin en chef de la Marine,
- médecin du roi à la Martinique,
- président honoraire de la Société médicale d'émulation de cette colonie,
- correspondant spécial de la société de médecine de Paris,
- correspondant spécial de la société linnéenne de Paris,
- correspondant spécial de la société de médecine de La Nouvelle-Orléans.

## Hommages posthumes
- À Amiens, l'ancienne rue Neuve-du-Moulin, faubourg de Beauvais, porte désormais le nom de rue Pierre Lefort[4].
- À Mers-les-Bains, sa ville natale, une rue et une place portent le nom de Pierre Lefort.
  - Sur cette place (actuelle place centrale de la station balnéaire) est érigé le Monument à Pierre Lefort (1900), avec un buste en bronze du sculpteur Éric Luttenauer d'après celui sculpté par Théobald-Joseph Sporer en 1900. Ce nouveau buste a été inauguré en 2007 sur la place centrale de Mers-Les-Bains, ceci sur fond d'une large évocation historique avec présence sur le site de groupes de reconstitution historique (grognards, médecins et chirurgiens sous l'Empire…), grâce à une souscription publique initiée par la municipalité de Mers-les-Bains et la délégation de Picardie de la Fondation du Patrimoine. Le buste a été fondu par les fonderies alsaciennes Strassacker. Sur le piédestal de pierre, érigé en 1900, sont rappelés les faits médicaux et la qualité de philanthrope de Lefort[5].
- Le 17 octobre 2013, un jour avant la date anniversaire de sa naissance, une délégation d'élus de sa commune d'origine emmenée par le maire de Mers-les-Bains, Emmanuel Maquet, lui a rendu hommage, à la suite de la restauration de sa tombe par les Amis du cimetière de La Madeleine d'Amiens en lien avec l'adjoint mersois au patrimoine, Michel Delépine[réf. nécessaire].

## Œuvres
Pierre Lefort a vu trois de ses mémoires de médecine spécialisés sur la fièvre jaune publiés par les sociétés médicales officielles : 
- Opinion de M. Lefort, médecin du Roi à la Martinique, sur la non-contagion et importation de la Fièvre Jaune (1819).
- Mémoire sur la non contagion de la fièvre jaune, Saint-Pierre (Martinique) (1823).
- Quelques remarques sur un mémoire de M. Pierre-François Keraudren, inspecteur général du service de santé de la marine, ayant pour titre : De la fièvre jaune, observée aux Antilles et sur les bâtiments du roi, considérée principalement sous le rapport de sa transmission, Saint-Pierre (Martinique) (1826).

### Sources
- Mémoire de M. Lefort, médecin du Roi à la Martinique, sur la non-contagion et importation de la Fièvre Jaune (1823) - Société Académique de la Loire Inférieure - aimablement mis à disposition par la Bibliothèque Universitaire de Nantes (2007),
- Correspondance : Opinion de M. Lefort, médecin du Roi à la Martinique, sur la non-contagion et importation de la Fièvre Jaune (1819) - Société Académique de la Loire Inférieure - aimablement mis à disposition par la Bibliothèque Universitaire de Nantes (2007),
- Archives départementales de la Somme : divers documents de suivi militaire de Pierre Lefort afin d'en retracer le parcours,(Amiens 2007
- Extrait de la biographie de Pierre Lefort, par Dusevel (Amiens 1838),
- Histoire de Mers de Jacques Maquet (1983),
- Journaux municipaux de Mers-les-Bains, Ricardo Boimare (2007),
- Archives communales de Mers-les-Bains (1900 à 2011),
- Journal Le Messager Eudois : texte de J. Périn (1900).
- Le voyage en Angleterre de René-Joseph-Hyacinthe Bertin (1767-1827), docteur de Montpellier, par P. Huard et M.-J. Imbault-Huart.